# Rhabdosargus thorpei
Rhabdosargus thorpei es una especie de peces de la familia Sparidae en el orden de los Perciformes.

## Morfología
• Los machos pueden llegar alcanzar los 40 cm de longitud total.

## Distribución geográfica
Se encuentra desde las  costas de Somalia hasta Durban (Sudáfrica), incluyendo Madagascar.